# 孔岩草属
孔岩草属（学名：Kungia），是景天科下的一个属。

## 下属物种
- 孔岩草 Kungia aliciae (Raym.-Hamet) K.T. Fu
- 弯毛孔岩草 Kungia schoenlandii (Raym.-Hamet) K.T. Fu